# 石志仁
石志仁（1897年3月1日—1972年1月1日），中国铁路机械专家。河北乐亭人。1918年毕业于北京大学工科预科，1922年获香港大学学士学位。1924年获美国麻省理工学院硕士学位。曾任铁道部副部长、研究员。长期从事铁路机务管理工作。1955年选聘为中国科学院院士（学部委员）。